# El guatón Loyola
«El guatón Loyola» es una canción de inspiración folclórica chilena escrita en 1954 por el libretista de radio y humorista Alejandro Gálvez Droguett, más conocido como el «Flaco Gálvez»; la música corresponde a Luis Castillo Marín y Óscar Olivares Zúñiga. Es una cueca cuyo texto se basa en hechos verídicos protagonizados por Eduardo Loyola Pérez, más conocido como el «Guatón Loyola», amigo del compositor quien estuvo involucrado en una gresca ocurrida al interior de un casino tras concurrir a un rodeo en el fundo de Santiago Urrutia Benavente en Parral el mismo año.
Posteriormente, fue grabada por el dúo Los Perlas en 1956 bajo el sello RCA Víctor, y apareció en el EP Los Perlas con Dúo María Inés de 1957. Aunque los hechos ocurrieron en Parral, según esta cueca, el incidente que la inspiró aconteció en el rodeo de Los Andes; el cambio de localidad se debió a que el compositor decidió que fuera en Los Andes por cuestiones de rima y porque el rodeo andino es más conocido. Junto a «La rosa y el clavel», «Adiós Santiago querido», «La consentida», «Chicha de Curacaví», «Los lagos de Chile» y «El chute Alberto», es una de las cuecas más populares de Chile.
Eduardo Loyola se dedicaba a los remates y a las ferias de ganado, donde pasó buena parte de su vida como martillero público y privado y experto en corretaje de animales. Falleció el 28 de agosto de 1978 a los 54 años luego de varias operaciones que intentaron extirpar quistes que sufría en el estómago.

## Letra

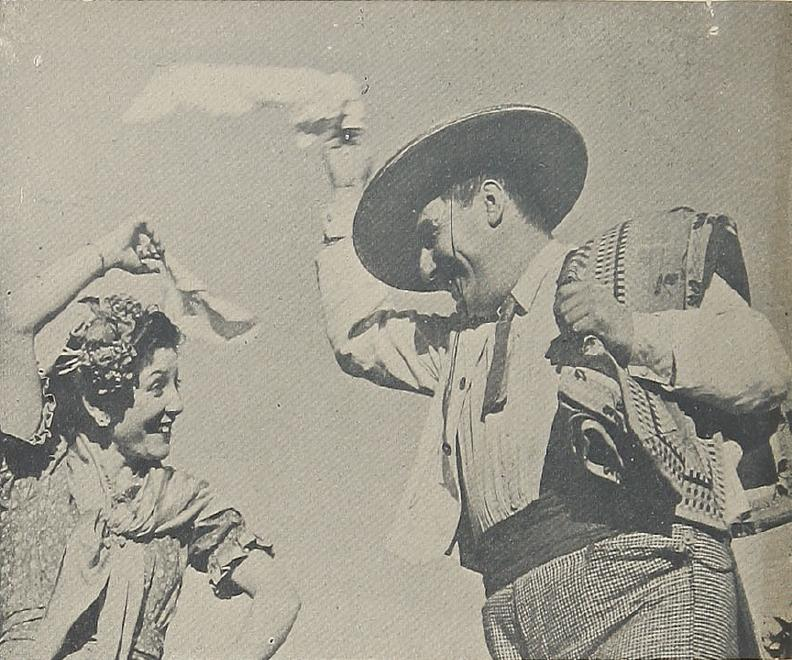
Una pareja bailando cueca en 1942

En el rodeo'e Los Andes, comadre Lola,

le pegaron su puñete al Guatón Loyola,

por dársela de encacha'o, comadre Lola,

lo dejaron pa' la historia al Guatón Loyola.
Combo que se perdía

lo recibía el Guatón Loyola

peleando con entereza

bajo las mesas, comadre Lola.

Bajo la mesa, sí

como estropajo el Guatón Loyola

el otro gallo arriba

y el gordo abajo, comadre Lola.
Quedó como cacerola,

comadre Lola, el Guatón Loyola.